# Mycosphaerella pseudoendophytica
Mycosphaerella pseudoendophytica är en svampart som beskrevs av Crous & G.C. Hunter 2006. Mycosphaerella pseudoendophytica ingår i släktet Mycosphaerella och familjen Mycosphaerellaceae.   Inga underarter finns listade i Catalogue of Life.